# Monestir de Jazak
El monestir de Jazak (en serbi: Манастир Јазак, Manastir Jazak) és un monestir ortodox serbi situat a la muntanya de Fruška Gora, al nord de la província sèrbia de Voivodina. La República de Sèrbia l'ha declarat un monument cultural de gran importància.

## Història
El monestir va ser construït el 1736 en una petita conca al vessant sud de Fruška Gora. El complex del monestir consisteix en l'església de la Santíssima Trinitat amb un campanar, envoltat de zones d'habitatges en tres costats. Al quart costat hi ha una paret amb entrada al pati.
Just al costat del monestir, al llarg del camí cap al poble, Jazak hi ha un monestir (en serbi Prnjavor), a uns dos quilòmetres al nord del monestir, restes del monestir d'Stari Jazak, construït per Jovan Brankovič., fill menor de St. Stefan el Cec i Sta. Mare Angelina. La Santíssima Mare de Déu va ser consagrada (21 de novembre/4 de desembre). El monestir es va esmentar per primera vegada en el manuscrit Triode de 1522, escrit pel monjo-escriptor Lavrentij.

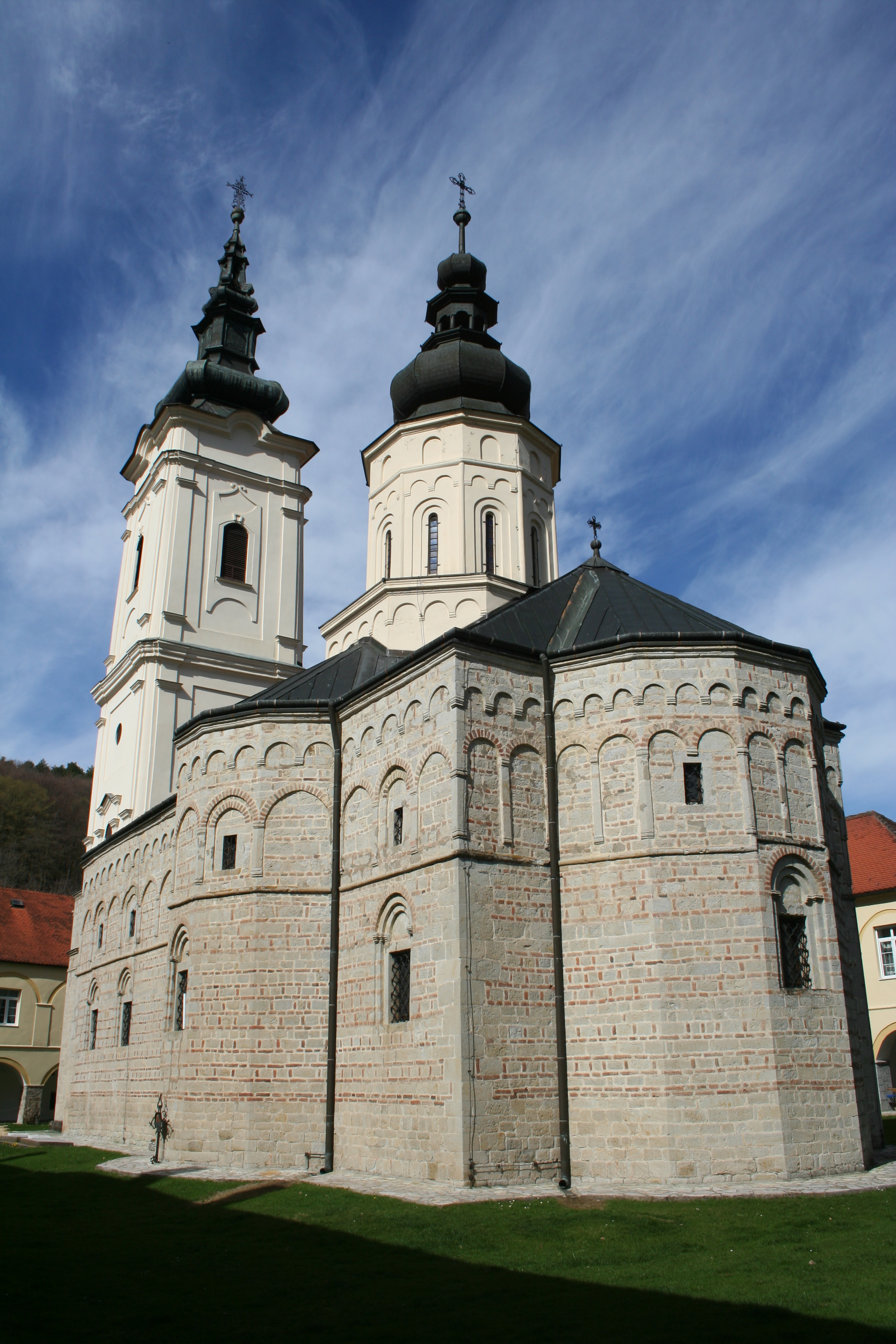
Església de la Santíssima Trinitat

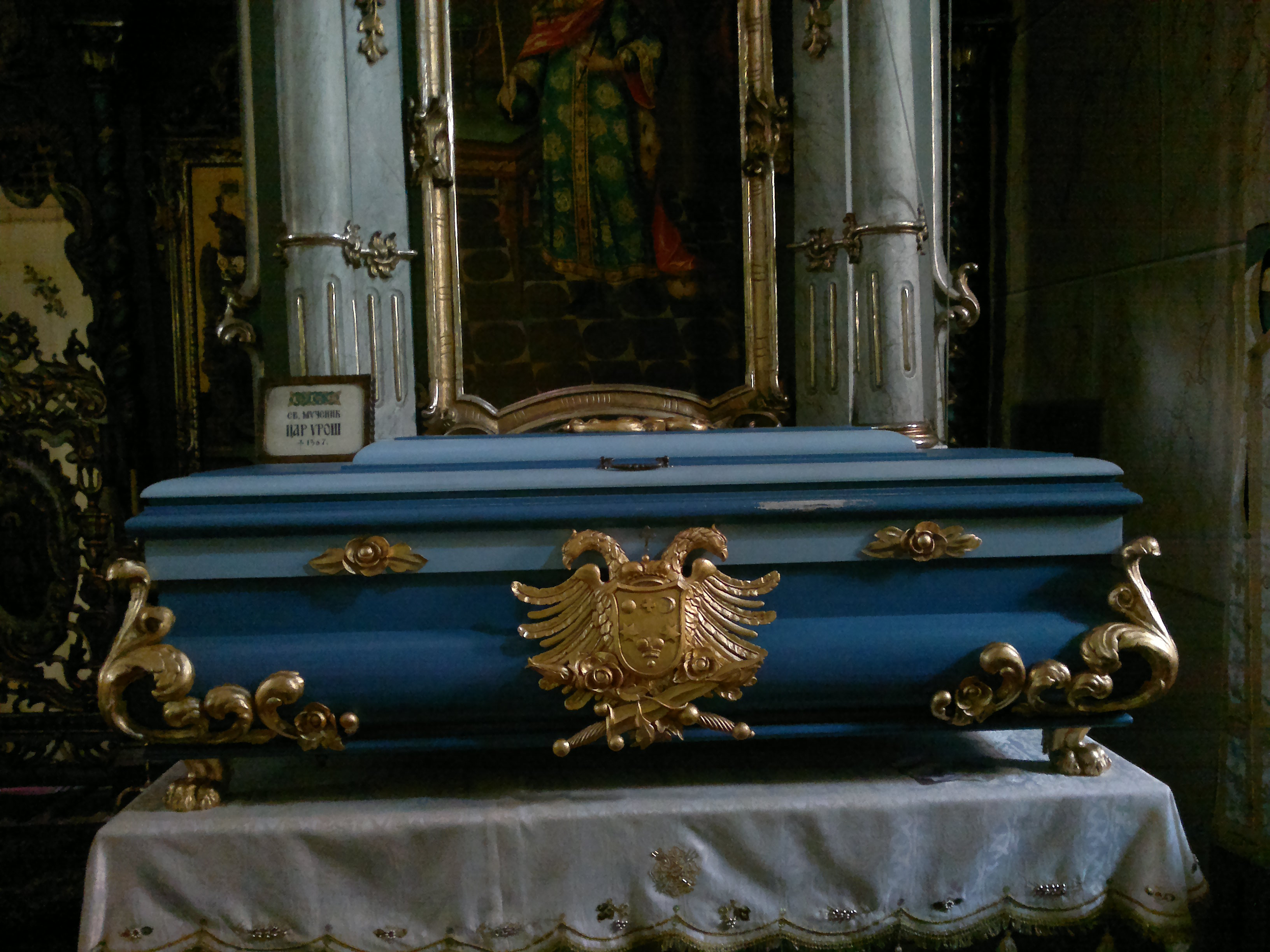
Kivot Stefan Uroš V.

Tenint en compte que no es conserven registres del monestir des del segle xvii, es presumeix que va ser abandonat fins a la gran migració dels serbis el 1690. El 1703, el monestir de Nerodimlje va ser transferit a les relíquies del tsar Stefan Uroš V., per la qual cosa el monestir va tenir una gran reputació. En l'època del metropolità Vicentija Jovanović, el 1736 es va decidir construir una nova església de la Santíssima Trinitat d'estil barroc. L'església va ser consagrada el juny de 1758 pel metropolità Pavle Nenadović, i després es va transferir l'inventari de l'antic monestir.
L'antic monestir de Jazik es va convertir en un monestir de dones. Amb el decret de Maria Teresa per la disminució del nombre de monestirs del 1773, va ser desplaçat i poc després es va convertir en les ruïnes visibles actuals. De 1759 a 1769, la iconoestàsia amb 59 icones es va col·locar a la nova església, obra de Dimitri Bačević i dels seus ajudants Teodor Kračun i Dimitri Popović. L'església va mantenir blanca durant molt de temps fins que el pintor Pavle Čortanović (1830-1903) pintat amb retrats del panteó nacional i cristià. Les obres més grans i exhaustives del conjunt del monestir es van dur a terme en els anys 1926-1930.
Durant la Segona Guerra Mundial, el monestir va patir grans danys. El llavors director del Museu d'Arts i Oficis de Zagreb, Vladimir Tkalčić, va treure 79 objectes del monestir. L'estiu de 1942, el monestir va ser cremat pels partisans. Només es va cremar una part de l'edifici. Els materials procedents de la part conservada dels edificis van ser presos pels alemanys, mentre que els altres objectes valuosos van ser presos per l'oficial de l'NDH Anton Bauer. Després de la guerra, el monestir va ser restaurat. Durant l'última renovació, es va organitzar una biblioteca, un menjador de gala i una tresoreria a l'ala oest dels habitatges.
El monestir de Jazak encara està actiu.

## Galeria

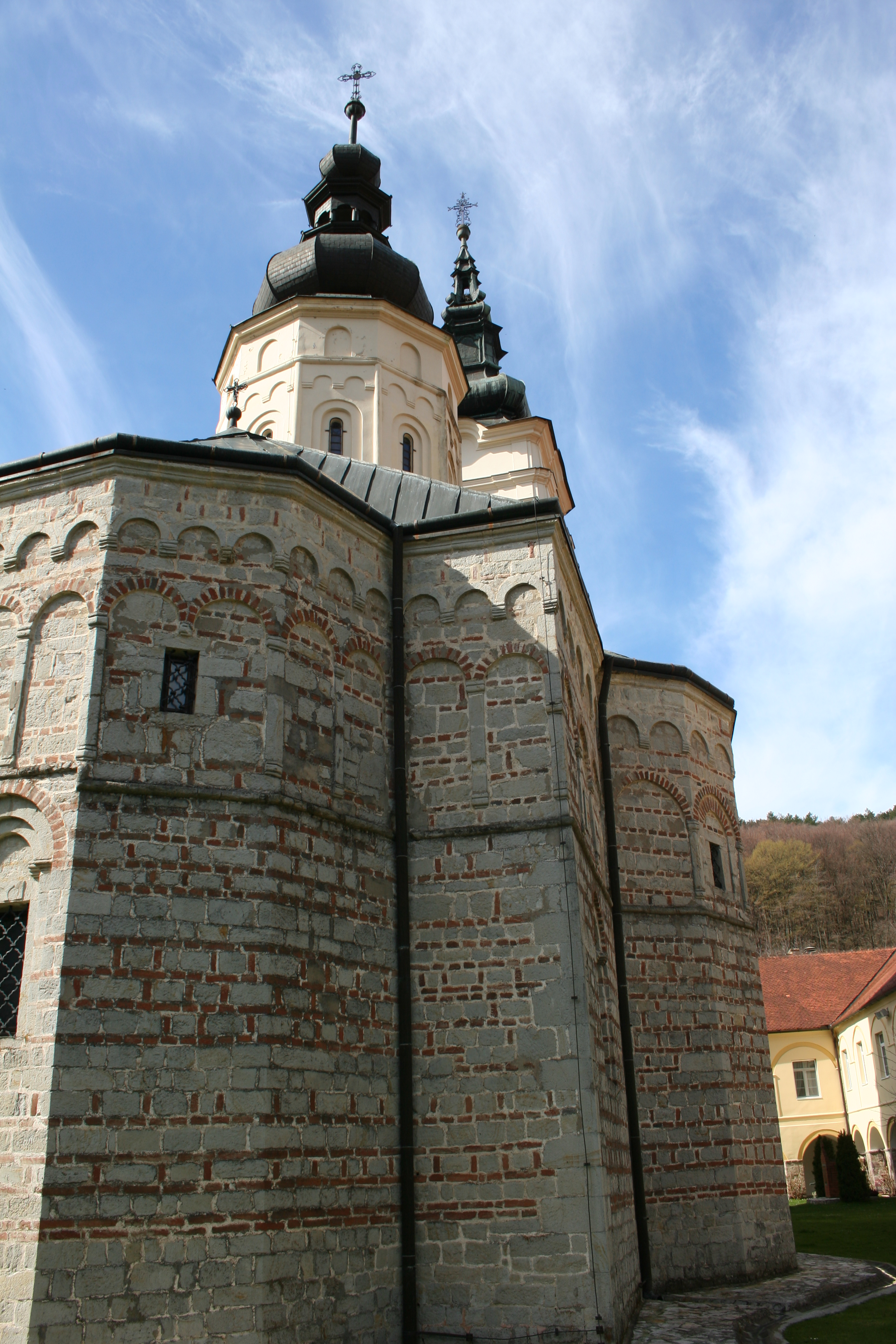
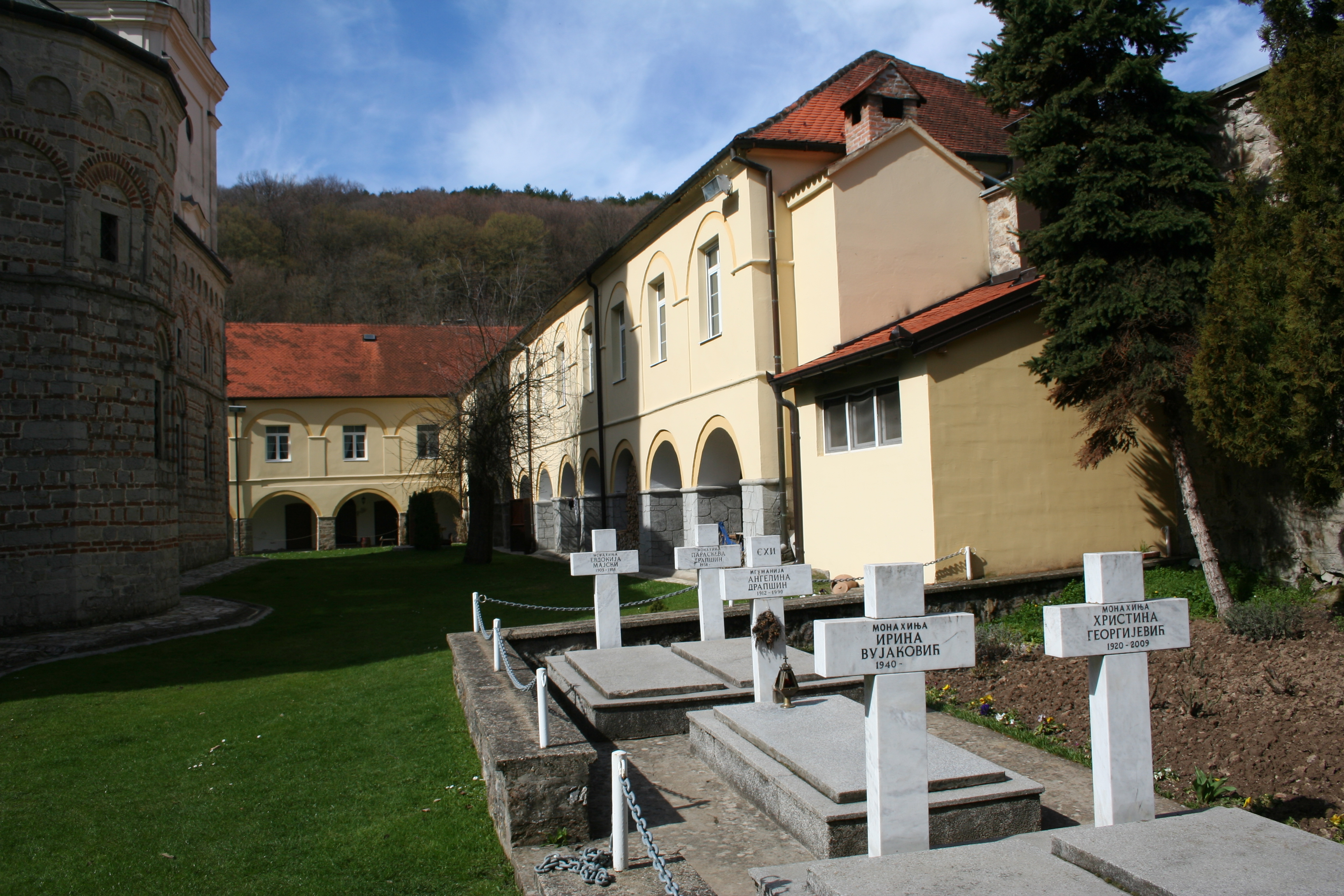
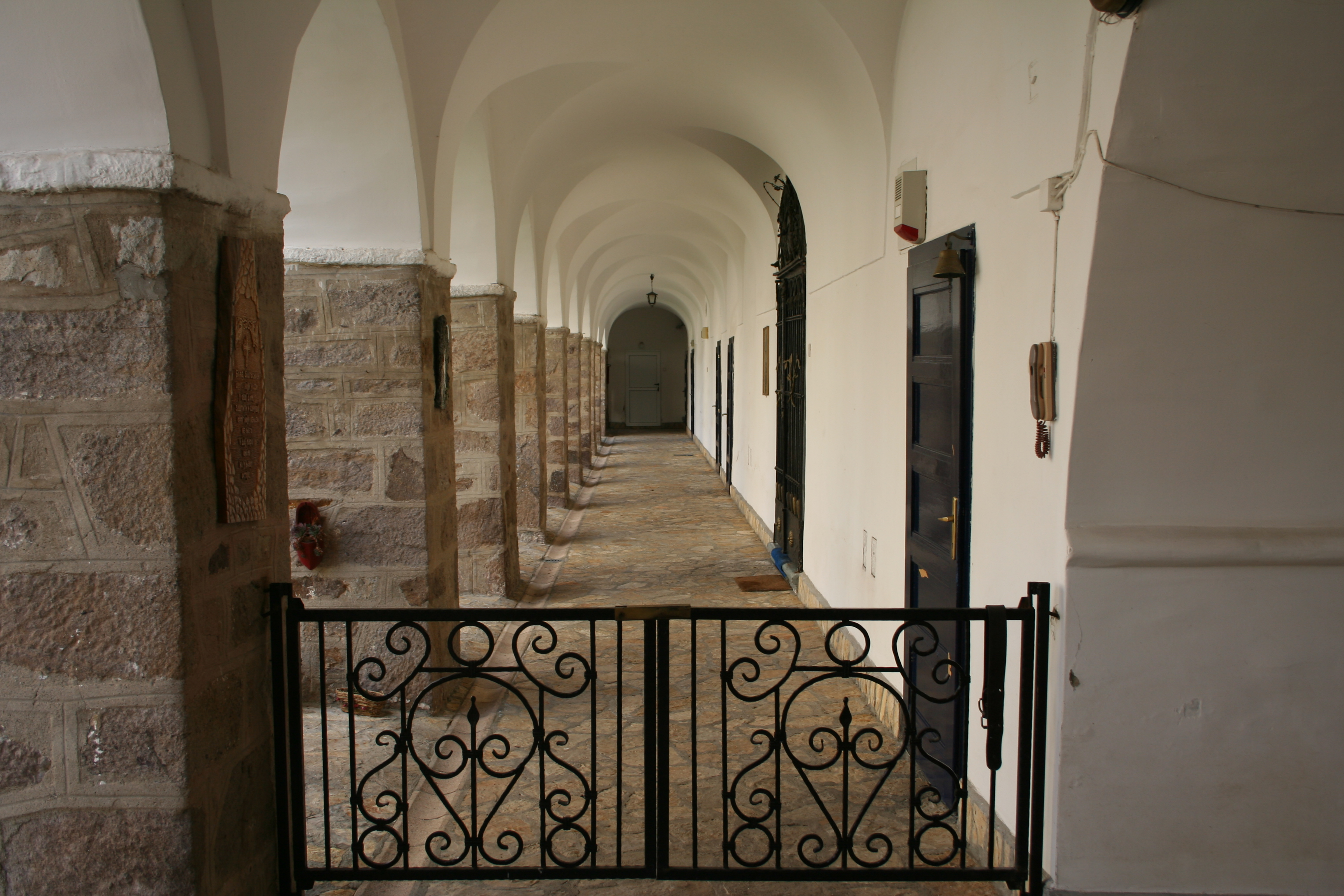
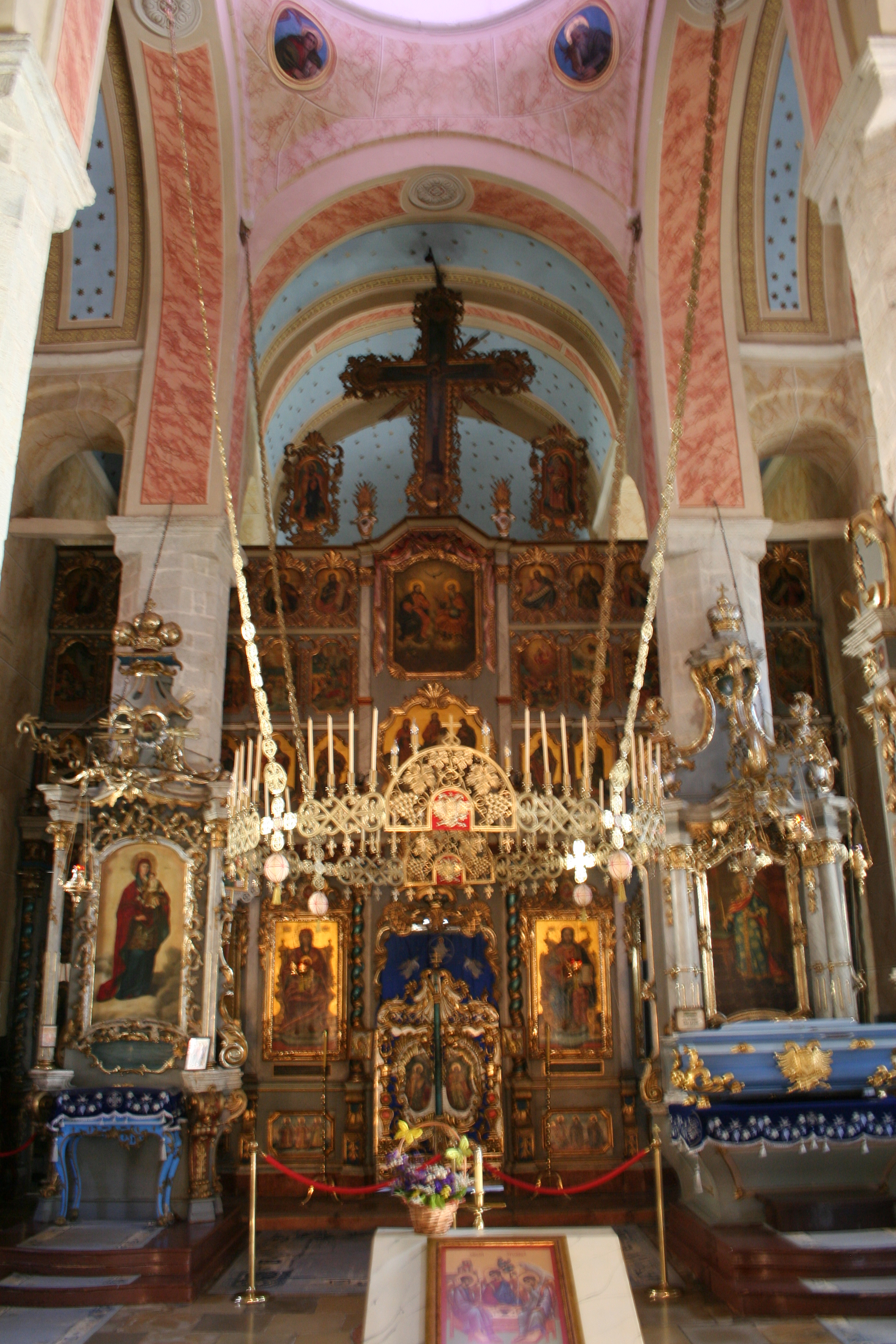
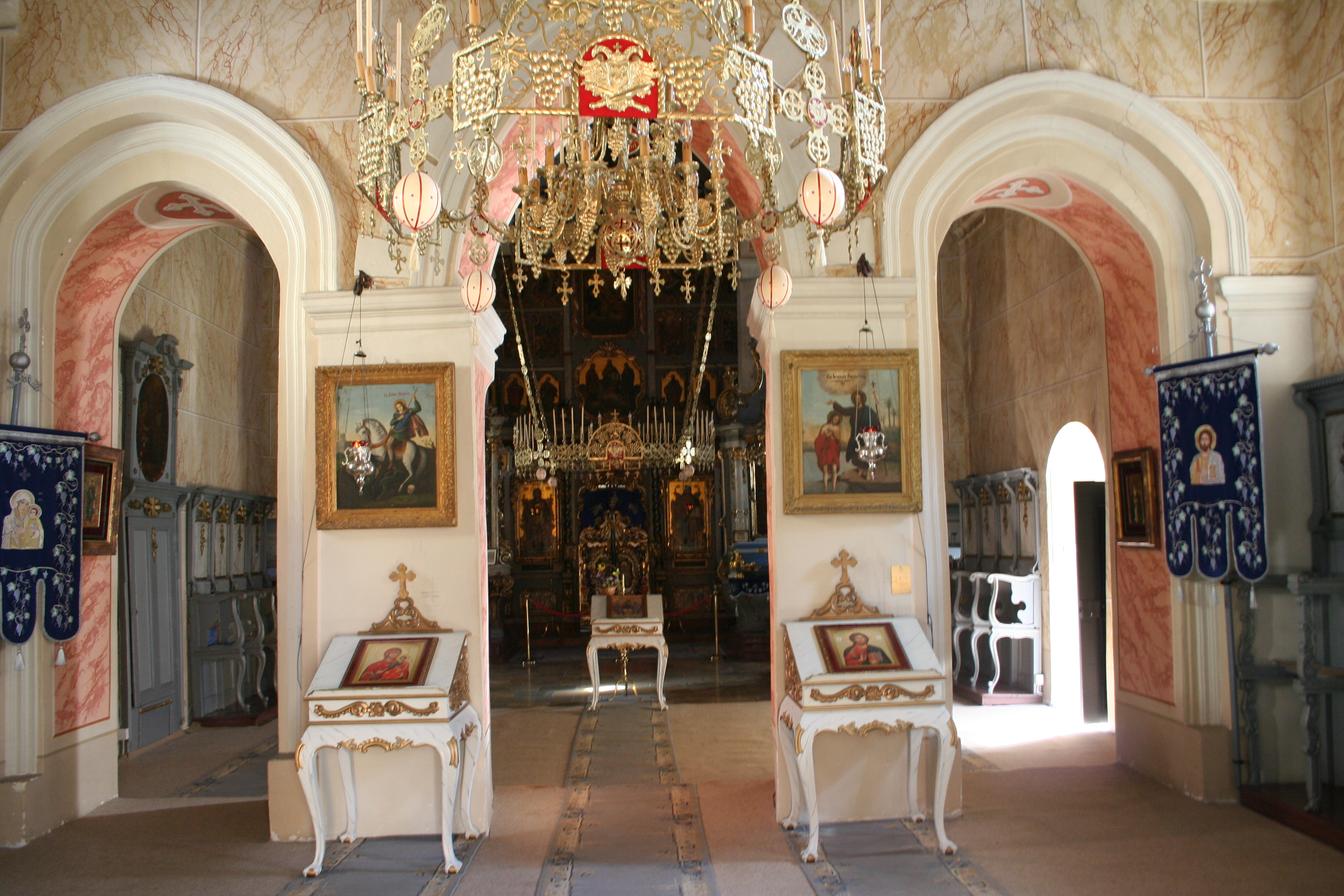
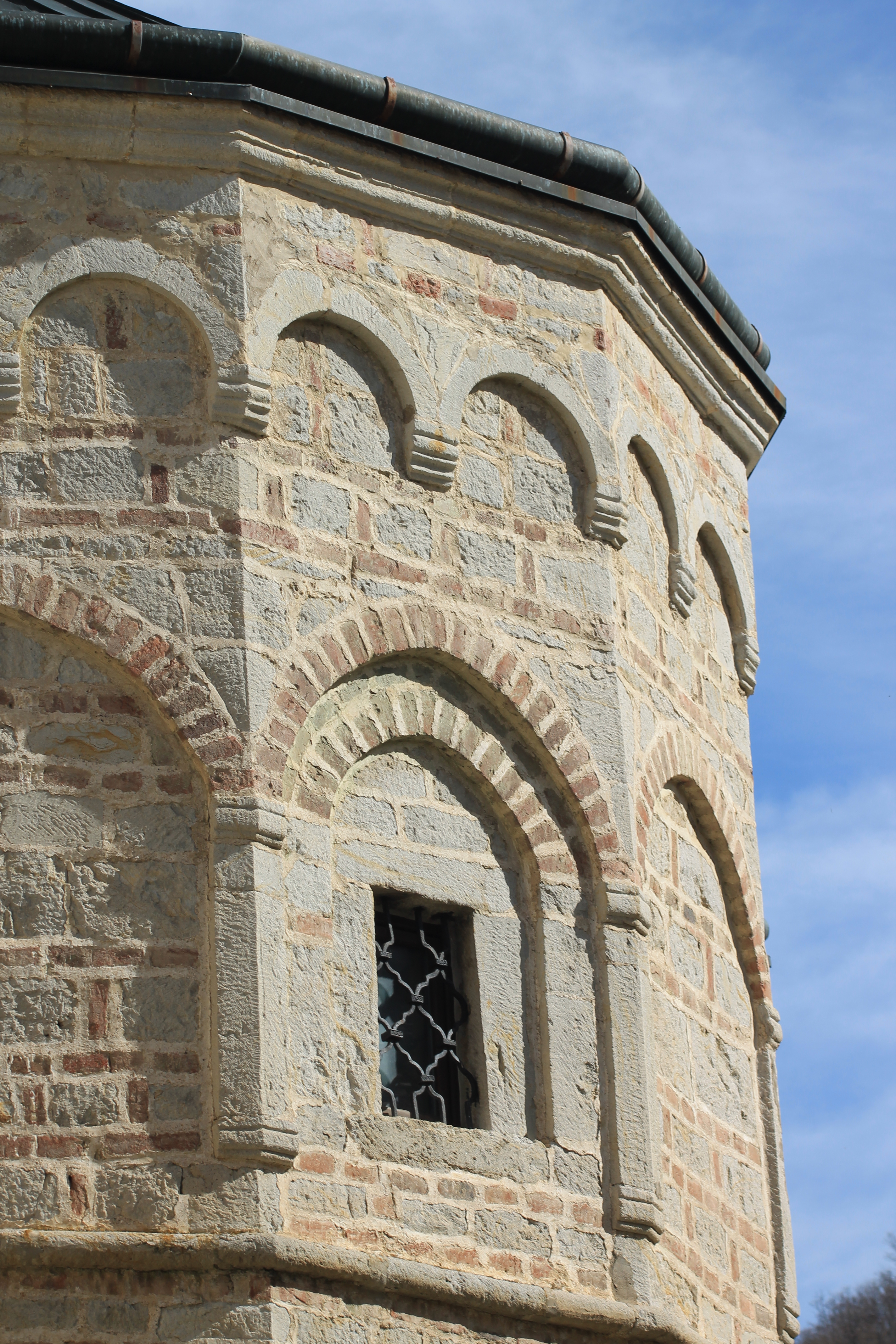
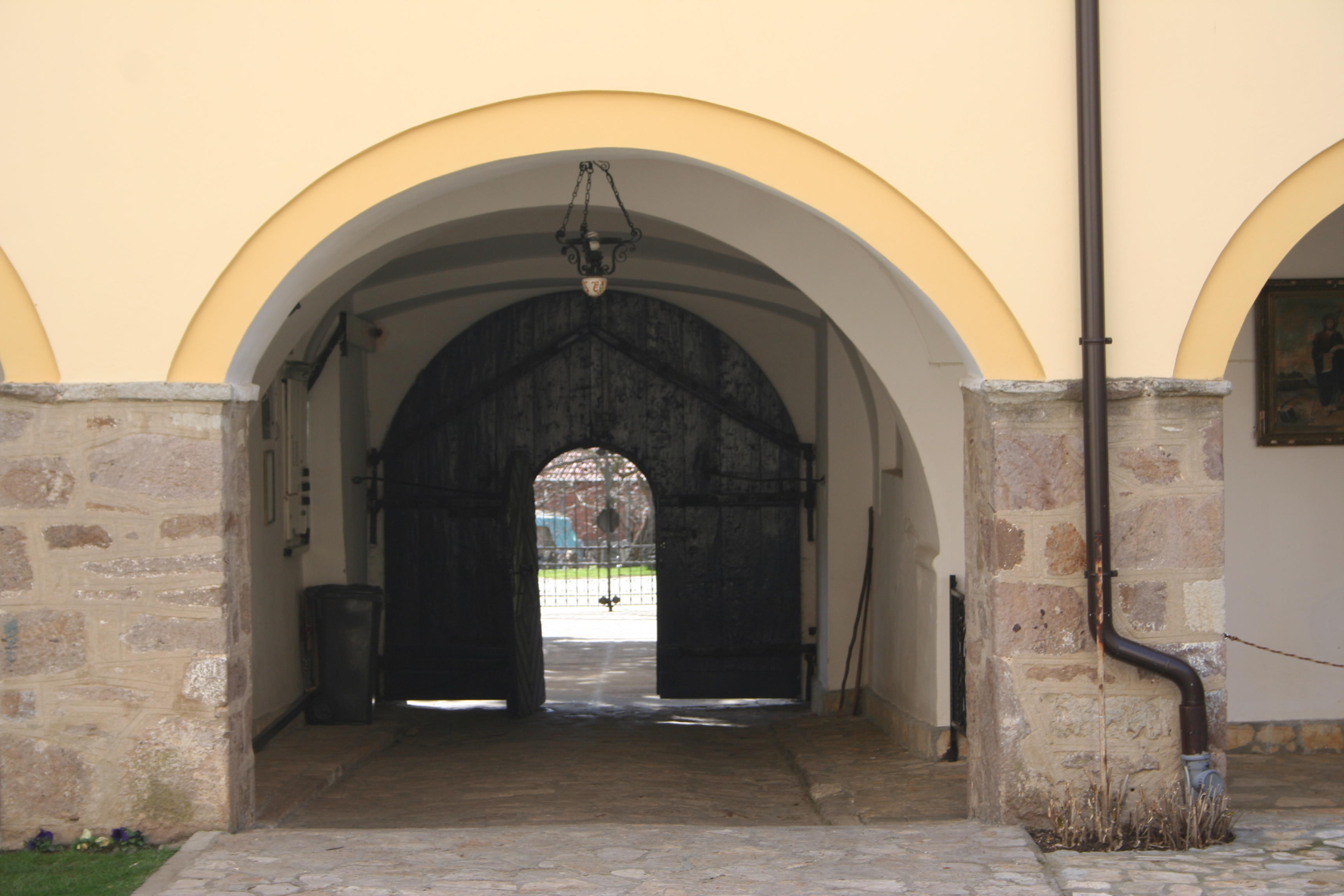